# Arthur Meille
Arthur Meille (né à Luserna San Giovanni (Italie) le  15 août 1892 et mort à une date inconnue) était un joueur de football français, qui évoluait en tant qu'attaquant.
Il est le premier joueur français de l'histoire à évoluer dans le club de la Juventus.

## Biographie
Arthur Meille arrive en Italie en 1911 pour évoluer dans le club piémontais de la Juventus. Il débute le 8 septembre lors du Derby della Mole contre le Torino FC, lors d'une défaite 2-1. Lors de la première saison, il inscrit deux buts en onze matchs, puis part pour la capitale la saison suivante pour évoluer sous les couleurs de la Roma FC.
Arthur Meille (où son nom fut italianisé en Arturo) revient ensuite en 1915 pendant la Première Guerre mondiale évoluer chez les bianconeri, jouant quelques matchs amicaux,.